# Diplostephium
Genre
Classification phylogénétique
Diplostephium est un genre de plante à fleurs de la famille des Asteraceae dont les espèces sont originaires des montagnes d'Amérique centrale et du sud, principalement de la Cordillère des Andes, mais également du Costa Rica ou de la Sierra Nevada de Santa Marta, en Colombie.
Il existe 110 espèces de Diplostephium, réparties au long de la Cordillères des Andes, du Venezuela au nord du Chili, ainsi qu'une espèce originaire du Costa Rica. Les displostephia sont des arbustes, voire de petits arbres, à feuilles pubescentes ou laineuses, coriaces, linéaires ou oblongues.